# 般若寺跡
般若寺跡（はんにゃじあと）は、福岡県太宰府市と筑紫野市境にある古代の寺院跡である。

## 概要
般若寺は筑紫大宰帥蘇我日向が、「甲寅年」（白雉5年・654年）に、孝徳天皇の病気平癒に祈願し建立したのが始まりと言われている。
（『上宮聖徳法王帝説』）　
その般若寺は奈良にある般若寺と大宰府のそれのどちらかであると考えられているが、蘇我日向が筑紫大宰という官職にあったことから、この地が般若寺の跡とする説がある。
現在、般若寺跡には塔跡と、ここから東100mの所に鎌倉時代に建立されたと考えられる石造の七重塔（国の重要文化財）が建っている。

## 周辺情報
- 高橋紹運の首塚
- 紅姫（菅原道真の幼子）の供養塔

座標: 北緯33度30分16秒 東経130度31分11秒 / 北緯33.50442度 東経130.51975度